# Hayley Orrantia
Hayley Orrantia, née le 21 février 1994, est une actrice et chanteuse américaine. Elle est surtout connue pour son rôle d'Erica Goldberg dans la série télévisée The Goldbergs sur ABC. Elle était membre de Lakoda Rayne, un groupe de country pop girl réuni par Paula Abdul lors de la première saison de The X Factor.

## Jeunesse
Sarah Hayley Orrantia est née à Arlington, au Texas, le 21 février 1994. Elle a grandi dans les environs de Grand Prairie et de Highland Village. Elle est d'origine anglaise, française, irlandaise et mexicaine,. Elle a fréquenté l'école publique du primaire au collège dans sa ville natale de Highland Village.
Elle a ensuite fréquenté le lycée Marcus à Flower Mound, à proximité de chez elle, jusqu'à sa première année[pas clair], quand elle a décidé de suivre des cours à la maison pour poursuivre sa formation en musique et en théâtre. Au lycée, elle a rejoint le programme de théâtre musical, ce qui lui a permis de se familiariser avec le théâtre.

## Carrière
Orrantia a commencé à chanter à l'âge de neuf ans et a commencé sa formation professionnelle à l'âge de 12 ans. Elle a écrit sa première chanson à 13 ans et à 14 ans, elle avait enregistré son premier EP de reprises. La même année, elle commence à écrire avec le compositeur Jamie Houston, alors connu pour ses succès pour les trois films de Disney, High School Musical.
Orrantia a enregistré la chanson de Magic of a Friend à Houston, qui figure sur la bande originale de Tinkerbell et The Lost Treasure de Disney en 2010. Plus tard dans l'année, elle chante la voix de fond pour Demi Lovato dans Camp Rock 2: The Final Jam de Disney et la voix de fond pour Miley Cyrus sur la bande originale de Hannah Montana Forever de Disney.
Son premier rôle a été joué à l'âge de 17 ans dans une publicité pour Sprint en 2011. Elle a fait partie du film indépendant Cooper et du Castle Hills Gang, présenté en avant-première au Festival international du film de Dallas. 
À l'été 2011, Orrantia a auditionné pour la première saison de The X Factor. Elle a été sélectionnée parmi une vidéo soumise sur YouTube et a reçu quatre «oui» des juges lors de l'audition en direct à Seattle, dans l'État de Washington. Bien qu'elle ait été auditionnée en tant qu'artiste solo, durant  Hollywood Week, elle et trois autres chanteuses ont été placées dans un groupe pour le reste des auditions. Elles ont été éliminées lors de la cinquième semaine de l'émission en direct.
Depuis 2013, elle joue le rôle d'Erica Goldberg sur ABC dans la série comique The Goldbergs. Après avoir formé Orrantia et appris son talent de chanteuse, le créateur de la série, Adam F. Goldberg, a écrit plusieurs épisodes au cours desquels Erica chante et prévoit de continuer à mettre en valeur son talent de chanteuse dans les prochains épisodes. Orrantia a joué un rôle de premier plan dans le film dramatique God's Not Dead 2, sorti le 1er avril 2016,.
En 2016, elle a sorti un single intitulé Strong, Sweet and Southern. Sa vidéo musicale a été vue plus de 200 000 fois sur YouTube en mai 2018.

## Charité
Orrantia a écrit la chanson Who I Am pour la National Eating Disorders Association et la chanson Power of a Girl pour les Girl Scouts of America. Elle soutient également l'organisation caritative contre le cancer, Lungevity, Susan G. Komen et Stand up to Cancer. Depuis 2007, elle est ambassadrice du Texas Music Project, un programme de sensibilisation et de financement pour l'éducation musicale dans les écoles publiques.

## Filmographie.

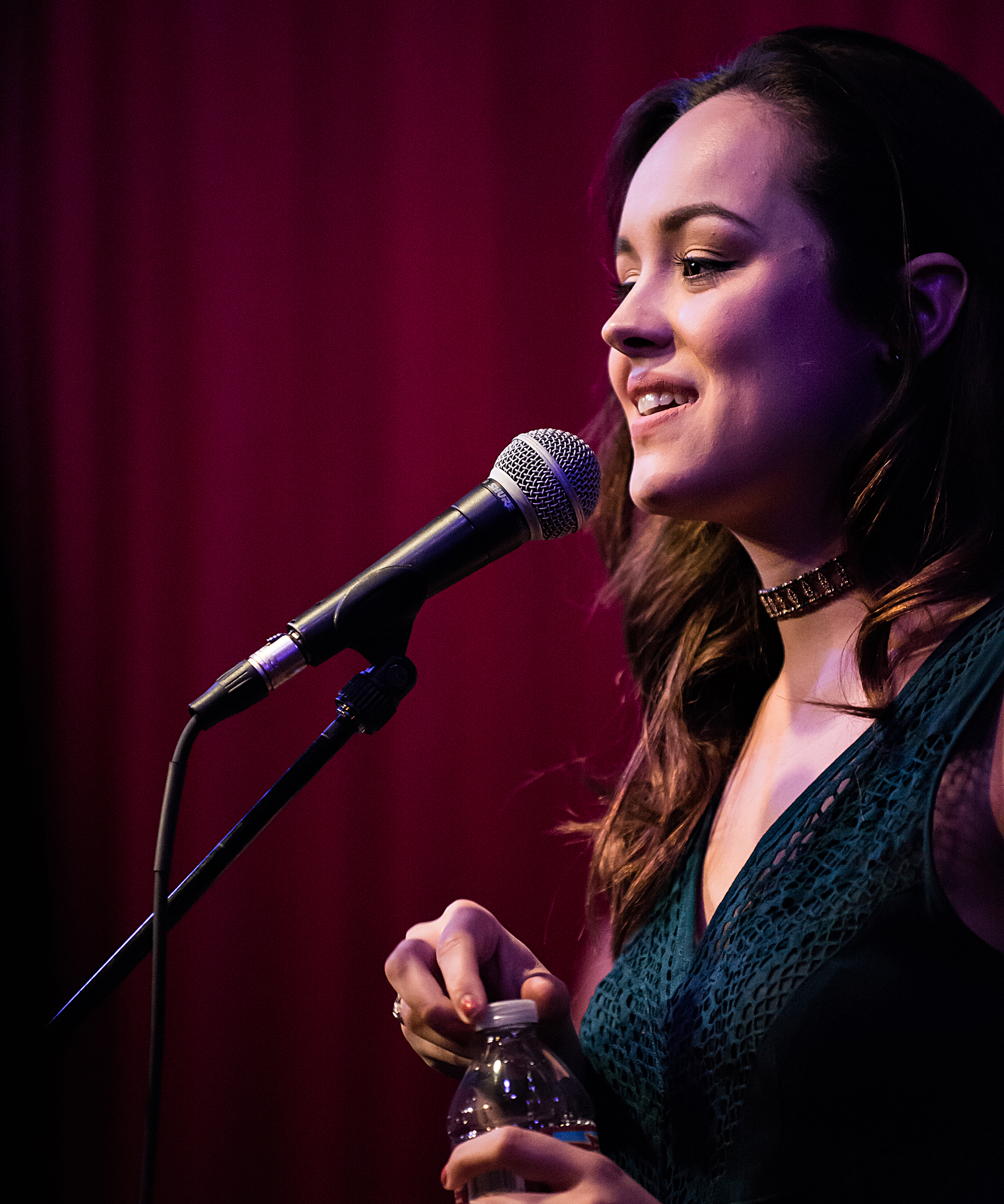
Hayley Orrantia durant un live en Octobre 2016.

### Films
| Année | Titre                            | Rôle           |
| ----- | -------------------------------- | -------------- |
| 2011  | Cooper and the Castle Hills Gang | Penny          |
| 2016  | God's Not Dead 2                 | Brooke Thawley |

### Télévision
| Année     | Titre               | Rôle           | Notes                                                           |
| --------- | ------------------- | -------------- | --------------------------------------------------------------- |
| 2011      | The X Factor        | Elle-même      | Concurrente                                                     |
| 2013-2023 | The Goldbergs       | Erica Goldberg | Rôle Principal                                                  |
| 2016      | Celebrity Name Game | Elle-même      | Candidat Célébrité                                              |
| 2016      | Roommates           | Hayley         | Websérie 7 épisodes                                             |
| 2018      | Hell's Kitchen      | Elle-même      | Guest Diner Episode: "Heel Freezes Over"                        |
| 2022      | The Masked Singer   | Elle-même      | Saison 7 Déguisée en Monsieur Loyal Arrivée en seconde position |